# つなぎ売り
つなぎ売り（つなぎうり）とは、株式投資についての用語で、信用取引を駆使した取引手法の一つ。

## 概要
つなぎ売りとは、相場の下落が見込まれる局面において、保有している「現物株」を売らずに、同じ銘柄を「信用取引で空売り」すること。
通常の現物株取引では、相場の天井を見込んだ場合、現物株の売却によりポジションを中立に戻し下落局面での損失を回避する。しかし経営権を目的とした大口投資や投資信託などの場合、議決権を維持したまま株価下落のリスクを回避する手段として、信用取引での借り株売り（空売り）を行うことがある。また小口投資家の場合でも、株主優待などの権利を確定させる手段としてつなぎ売りを活用することがある。なお現物株に配当が支払われる場合、つなぎ売りをしていれば同額の配当落調整金を支払う必要があるので現物配当金が得になるということはない。
金利の高い状況では現物株を持ちながら借株を売却して「つなぎ売り」をして証券金融会社に預けておけば、株価変動のリスクを回避しながらなおかつ利息が期待できるメリットがある（低金利の状況では借株手数料負けする）。
相場の天井でつなぎ売りを実施し、その後に下落局面が発生しても、現物株に対する含み損は空売りによる利益で相殺されるため、うまく相場の底でつなぎ売りの返済を行えば値下がり損を回避することができる。一方で天井を見込んでつなぎ売りを実施した後に、さらに株価が上昇した場合は、本来得られるはずだった利益が得られない（つなぎを実施した段階で株価変動に中立的なポジションとなる）。
信用貸借が逼迫し、新規の貸し手が見込めず逆日歩が発生すると、想定外の損失が生じることがある。